# Manouchka Kelly Labouba
Manouchka Kelly Labouba (árabe: مانوشكا كيلي لابوبا) es una cineasta y guionista gabonesa. Ha realizado distintos cortometrajes aclamados por la crítica como Marty et la tendre dame, Le guichet automatique y Le divorce. Además de la dirección, también es académica, directora de fotografía, editora y operadora de cámara.

## Biografía
En 2005, estudió Cine y Estudios de Medios en la Universidad de California, Santa Bárbara. En 2007, obtuvo el Master de Recherche, Artes de la Universidad Bordeaux-Montaigne. Posteriormente se graduó con una Maestría en Estudios Críticos y luego un Doctorado en estudios de Cine y Medios de la Universidad del Sur de California.

## Carrera
En 2004, realizó el corto Bouchées d'Amours, seleccionado oficialmente en el Festival Nacional de Cine Estudiantil de Chartres. En 2008, debutó con la producción cinematográfica Le divorce, aclamada por la crítica en varios festivales internacionales de cine. El cortometraje de 40 minutos fue incluido en la selección oficial del Festival de cine de Cartago, FESPACO, Festival de Ecrans Noirs y Festival del Cine de Mujeres Africanas. También fue seleccionado fuera de competencia en el Festival Internacional de Cortometrajes Abiyán 2010 (FFAA) y en el Festival de Música del Mundo y Cine Independiente. Labouba ganó el premio al Mejor Debut como Directora en el Festival Eacrans Noirs 2009.
En 2010, dirigió cuatro cortometrajes: Bébé Portable, Combien Ca Coute?, Enfant De Ta Mére y Le Menteur & Le Voleur, este último se incluyó en la selección oficial del Festival Ecrans Noirs 2010. También trabajó como primera asistente de dirección en tres cortometrajes: La Particuliére, Les Bonnes Maniéres y La Guerre des Ordures. En 2011, dirigió el cortometraje Le guichet automatique, incluido en la selección oficial del Festival Ecrans Noirs.
De igual forma, trabajó como escritora de distintos cortometrajes como De DWG a DWJr: The Black ManÕs Burden (2006) y Michel Ndaot: Entre Ombres et Lumiéres (2008).

## Filmografía
| Año  | Título                                            | Rol                                          | Tipo         | Ref.  |
| ---- | ------------------------------------------------- | -------------------------------------------- | ------------ | ----- |
| 2006 | From D.W.G. to D.W.Jr: The Black ManÕs Burden     | Escritora                                    | Cortometraje |       |
| 2008 | Michel Ndaot: Entre Ombres et Lumiéres            | Escritora                                    | Cortometraje |       |
| 2008 | Le divorce (El divorcio)                          | Directora, Escritora                         | Cortometraje | [ 5 ] |
| 2010 | Le Menteur & Le Voleur (El mentiroso & el ladrón) | Directora, escritora y productora            | Cortometraje |       |
| 2012 | Dans la fraternité (En la fraternidad)            | asistente de cámara, operadora de cámaramera | Cortometraje |       |
| 2011 | Mon père africain (Mi padre africano)             | Directora, escritora y productora            | Cortometraje |       |
| 2011 | Le guichet automatique (El cajero automático)     | Directora, escritora y editora               | Cortometraje |       |
| 2013 | Marty et la tendre dame (Marty y la tierna dama)  | Directora, escritora                         | Cortometraje |       |
| 2013 | Un échange (Un intercambio)                       |                                              | Cortometraje |       |